# Tom Van Flandern
Thomas C Van Flandern (26 de junio de 1940 – 9 de enero de 2009) fue un astrónomo y escritor estadounidense, especializado en mecánica celeste. Además de su carrera como científico profesional, desarrolló una notable actividad relacionada con puntos de vista heterodoxos sobre astronomía, física, y vida extraterrestre. 

## Biografía

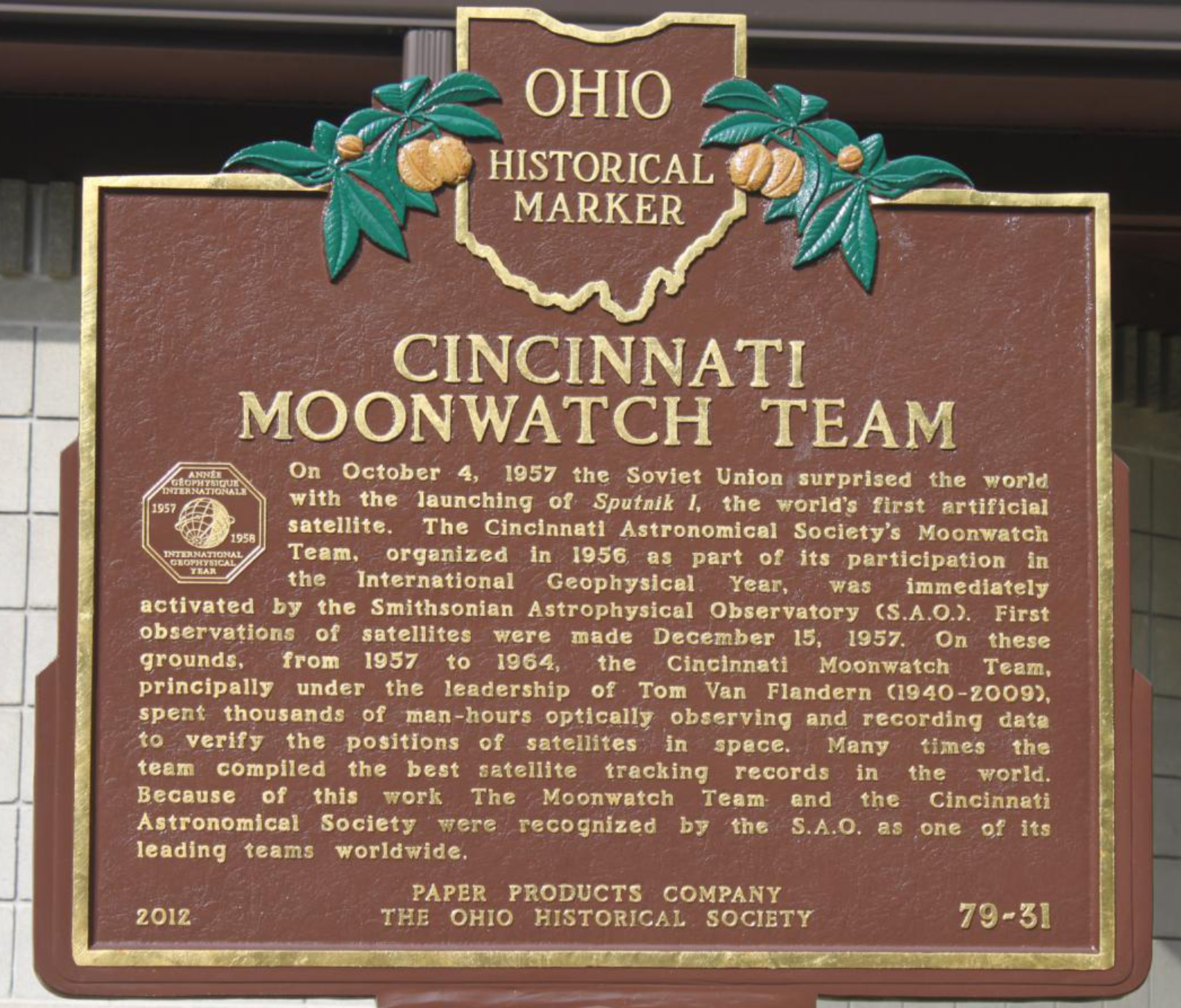
Van Flandern mencionado en la placa conmemorativa del Proyecto Moonwatch (Sociedad Astronómica de Cincinnati, Ohío)

Van Flandern se graduó en la Saint Ignatius High School en Cleveland, ciudad en la que colaboró en la fundación de la organización local de la Operación Moonwatch, un programa de ciencia para aficionados iniciado por el Observatorio Astrofísico Smithsoniano para el seguimiento de satélites. También contribuyó a formar el equipo de Moonwatchers en la Universidad Xavier, que batió un récord de seguimientos en 1961.
Se graduó en la Universidad Xavier en matemáticas en 1962 y fue nombrado miembro docente de la Universidad de Georgetown. Asistió a la Universidad de Yale con una beca patrocinada por el Observatorio Naval de los Estados Unidos (USNO), uniéndose al USNO en 1963. En 1969 se doctoró en astronomía en Yale, con una disertación sobre las ocultaciones lunares.
Trabajó en el USNO hasta 1983, primero como jefe de investigación y después como jefe de mecánica celeste de la Oficina del Almanaque Náutico.
La exposición de sus ideas y opiniones científicamente heterodoxas (particularmente la hipótesis de la explosión planetaria), finalmente le llevó a abandonar el USNO. Posteriormente se dedicó a la organización de expediciones para el avistamiento de eclipses, promoviendo sus ideas científicas poco convencionales en internet. También fue responsable del Meta Research Bulletin, una revista dedicada a exponer temas relacionados con sus propias ideas acerca de la ciencia.
Murió de cáncer de colon en Seattle, Washington.

## Trabajos científicos del corriente principal
Durante la primera parte de la década de 1970, Van Flandern defendió que las observaciones lunares mostraban evidencias de la variación de la constante de gravitación universal de Newton (G), compatible con una idea especulativa expuesta por Paul Dirac. En 1974, su ensayo "Una Determinación del Índice del cambio de G" obtuvo el segundo premio de la Fundación de Búsqueda de la Gravedad.
Aun así, en años posteriores, con nuevos datos disponibles, Van Flandern admitió que sus hallazgos no eran correctos, dado que sus conclusiones entraban en contradicción con mediciones más precisas basadas en los trabajos radiométricos del Programa Viking.
Van Flandern y Henry Fliegel desarrollaron un algoritmo compacto para calcular la Fecha juliana a partir de la fecha gregoriana que cabía en una sola tarjeta perforada de IBM en 1968, disponible para su uso en aplicaciones empresariales.
Con Kenneth Pulkkinen,  publicó "Fórmulas de baja precisión para el cálculo de posiciones planetarias", en un Suplemento de la Astrophysical Review en 1979. Este artículo supuso un récord de reimpresiones de la revista.
En 2003, desarrolló la hipótesis de Van Flandern-Yang con Xin-She Yang después de las observaciones efectuadas durante el eclipse solar del 9 de marzo de 1997.

## Otros trabajos
A comienzos de la década de 1980, Van Flandern ya había manifestado en sus libros su descontento con las corrientes dominantes de la ciencia, centrándose en problemas no resueltos de la física y de la cosmología. Denunció que cuando la evidencia experimental es incompatible con las teorías científicas dominantes, la ciencia oficial las ignora para evitar poner en peligro su financiación.

### Física de Realidad profunda
Expuso un conjunto de principios para evaluar ideas, y bautizó las teorías que considere coincidentes con estos principios como la "Física de Realidad Profunda." Manifestó que las teorías científicas prevalentes, especialmente las teorías relativas al Big Bang, a la formación y evolución del sistema solar, a la relatividad, y a la electrodinámica, dejaban muchas cuestiones sin respuesta y por lo tanto no reconocía sus criterios y a menudo defendió sus propias teorías. 

### Satélites asteroidales
Siguiendo los trabajos de David Dunham, que en 1978 detectó satélites de algunos asteroides (notablemente (532) Herculina) examinando patrones lumínicos durante ocultaciones estelares, Van Flandern y otros comenzaron a informar de observaciones similares. Su atrevida conjetura de 1978 relativa a que algunos asteroides tienen satélites naturales, casi universalmente rehusada, se demostró correcta cuando la sonda Galileo fotografió "Dáctilo", un satélite del asteroide (243) Ida, durante su aproximación en 1993.

### Explosión de Planetas
En 1976, mientras Van Flandern estaba empleado por el USNO, empezó a difundir la idea de que los planetas masivos a veces pueden explotar. En su "Hipótesis del Planeta Explotado 2000", da una serie de posibles causas para la citada explosión, como una reacción nuclear de uranio en el núcleo; un cambio de estado por enfriamiento, creando un cambios bruscos de densidad (agua a hielo), o la absorción de calor según la teoría de la gravitación de Le Sage.
También especuló acerca de que el origen de la especie humana bien pudo haber sido el planeta Marte, que a su vez pudo ser una luna del planeta Faetón, desaparecido tras su explosión.

### Teoría de Le Sage de la gravitación y de la velocidad de la gravedad
Van Flandern apoyó la desacreditada teoría de la gravitación de Le Sage, según la cual la gravedad es el resultado de un flujo "corpúsculos ultra-materiales"  invisibles que afectan a todos los objetos en todas las direcciones a velocidades supralumínicas. Dio conferencias exponiendo que estas partículas podrían ser utilizadas como una fuente de energía libre e ilimitada, y para proporcionar propulsión para aeronaves con velocidades superiores a la de la luz. También especuló con que este flujo ultra-material causó la explosión de un planeta masivo anteriormente localizado entre Marte y Júpiter.
En 1998 Van Flandern escribió un artículo en el que afirmaba que las observaciones astronómicas implicaban que la velocidad de la gravedad sería al menos veinte mil millones de veces más rápida que velocidad de la luz, o incluso con velocidad infinita. Estos reclamos fueron rechazado por físicos mainstream.

### Rostro en Marte
Van Flandern era un notorio defensor de la creencia de que algunos rasgos geológicos observados en Marte, especialmente la "cara en Cydonia", no son de origen natural, y que fueron producidos por alguna forma extraterrestre de vida inteligente, probablemente los habitantes de un planeta que estuvo localizado en el lugar que actualmente ocupa el cinturón de asteroides, y que Van Flandern estimaba que había explotado hace 3.2 millones de años. La artificiosidad reclamada de la "cara" era también el tema de un capítulo de su 1993 libro.
Posteriormente, la "Cara" es casi universalmente reconocida como una ilusión óptica, un ejemplo de pareidolia, y las teorías que la consideraban una construcción artificial, han pasado a ser calificadas como seudociencia. El análisis de los datos de Marte obtenidos por el Mars Global Surveyor, de mucha mayor resolución que los anteriores, la NASA declaró que: "Un análisis detallado de las imágenes múltiples de este elemento revela un cerro natural marciano, cuyo ilusorio aspecto aparente similar a un rostro, depende de el ángulo de observación y del ángulo de iluminación".

### Rechazo de la Cosmología del Big Bang
Fue un adversario radical del modelo del Big Bang en cosmología, y apoyaba en cambio la teoría del estado estacionario. Compiló una lista de objeciones para el modelo del Big Bang, empezando con una lista de 10, que luego expandió hasta 30, y en 2008 completó hasta 60. En 2008 organizó una conferencia centrada en la oposición al Big Bang. No rechazó la Relatividad General, pero sí su interpretación geométrica.

## Reconocimientos
- Poco después de su muerte en 2009, el asteroide (52266) Van Flandern fue nombrado en su honor, reconociendo su trabajo en la predicción y análisis de las ocultaciones lunares en los EE. UU. y por sus artículos sobre la dinámica de los satélites asteroidales.[43]